# Aghnatios Elias Yaacoub
Aghnatios Elias Yaacoub SJ (* 27. Juni 1923 in al-Minya; † 12. März 1994) war ein ägyptischer Ordensgeistlicher und koptisch-katholischer Bischof von Luxor.

## Leben
Aghnatios Elias Yaacoub trat der Ordensgemeinschaft der Jesuiten bei und empfing am 9. Juni 1946 das Sakrament der Priesterweihe.
Die Synode der Bischöfe der koptisch-katholischen Kirche wählte ihn zum Koadjutorbischof von Assiut. Diese Wahl bestätigte Papst Johannes Paul II. am 19. Mai 1983. Der koptisch-katholische Patriarch von Alexandria, Stephanos I. Kardinal Sidarouss CM, spendete ihm am 24. Juni desselben Jahres die Bischofsweihe; Mitkonsekratoren waren der Bischof von Assiut, Youhanna Nueir OFM, und der Bischof von Luxor, Andraos Ghattas CM.
Yaacoub wurde am 15. Juli 1986 Bischof von Luxor.